# Jens Lohmann
Jens Lohmann (* 18. September 1966 in Stuttgart) ist ein deutscher Violinist.
Jens Lohmann wuchs in Stuttgart auf, heute lebt er in Zürich. Nach der Matura absolvierte er das Violinstudium bei Aida Stucki in Winterthur und Yfrah Neaman an der Guildhall School in London. 1991 erhielt er das Solistendiplom. Er ist Gewinner zahlreicher Internationaler Wettbewerbe, wie dem Rahn-Wettbewerb (1989) und dem RAI-Wettbewerb. Seither machte er zahlreiche Einspielungen für Rundfunk und auf CD, unter anderem als Solist mit dem English Chamber Orchestra. Seit längerer Zeit ist er Mitglied diverser Ensembles (unter anderem dem Schweizer Oktett und dem Stringendo Zürich), Kammermusiker und Gastkonzertmeister. In der Zwischenzeit studierte er Musikwissenschaften und Philosophie (1991–1996) an der Universität Freiburg. 2006 gründete Lohmann die Festivalwoche „Herbst in der Helferei“. Lohmann ist als Violindozent am Konservatorium Zürich tätig. Bei Lohmann haben unter anderem Sebastian Bohren, Olivia Momoyo Resch und Simon Wiener das Geigenspiel erlernt. 